# 伊斯蘭革命委員會
伊斯蘭革命委員會（波斯語：شورای انقلاب اسلامی），全名伊朗伊斯蘭革命委員會，又譯伊斯蘭革命議會，通稱革命議會或革命委員會，是伊朗臨時政府時期，代表伊朗中央政府的立法機構。由阿亞圖拉魯霍拉·霍梅尼在伊朗伊斯蘭革命爆發後的1979年1月12日成立，負責伊斯蘭革命期間的管理與立法事務。